# Jabón

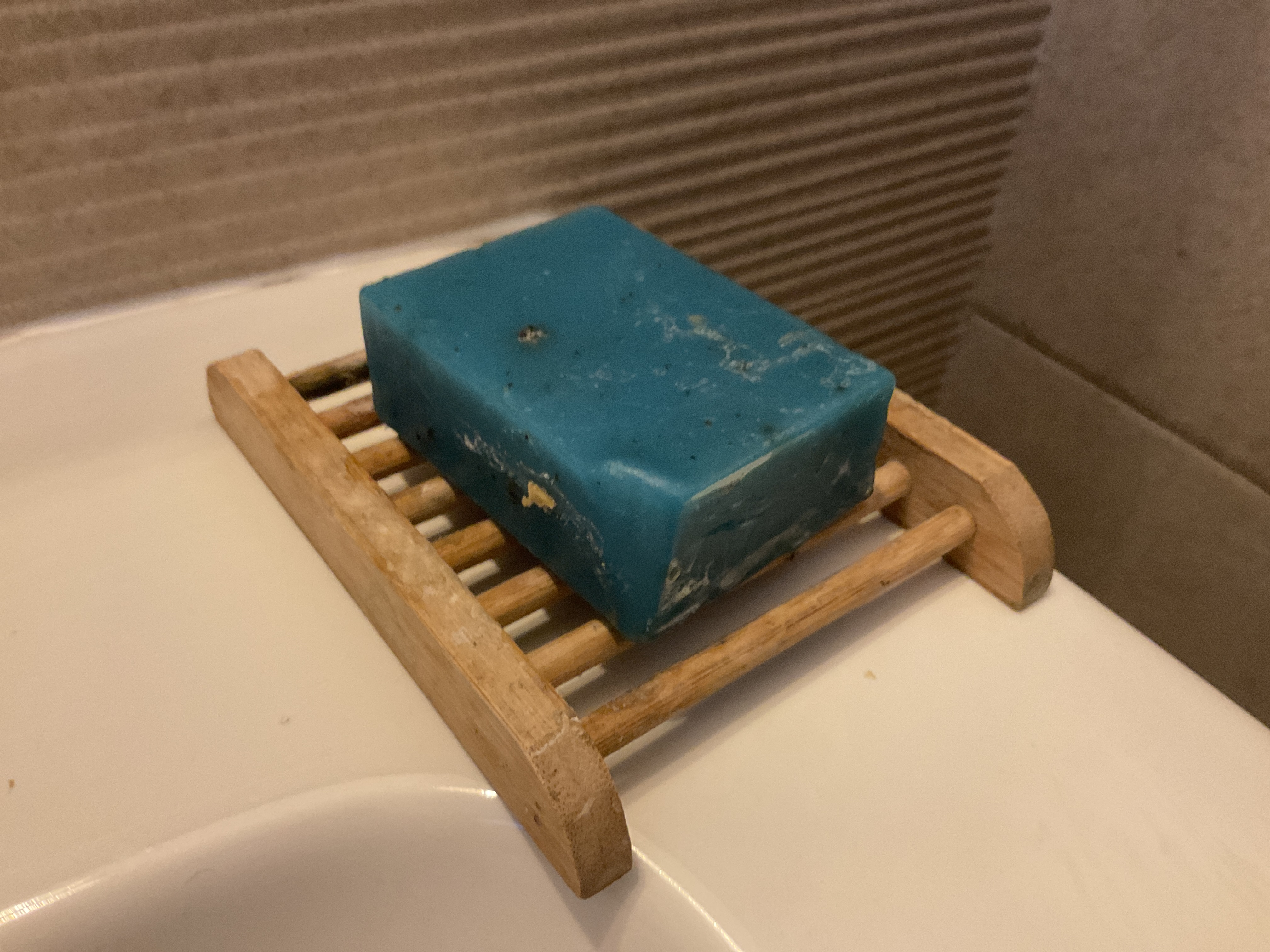
Jabón de manos fabricado con algas

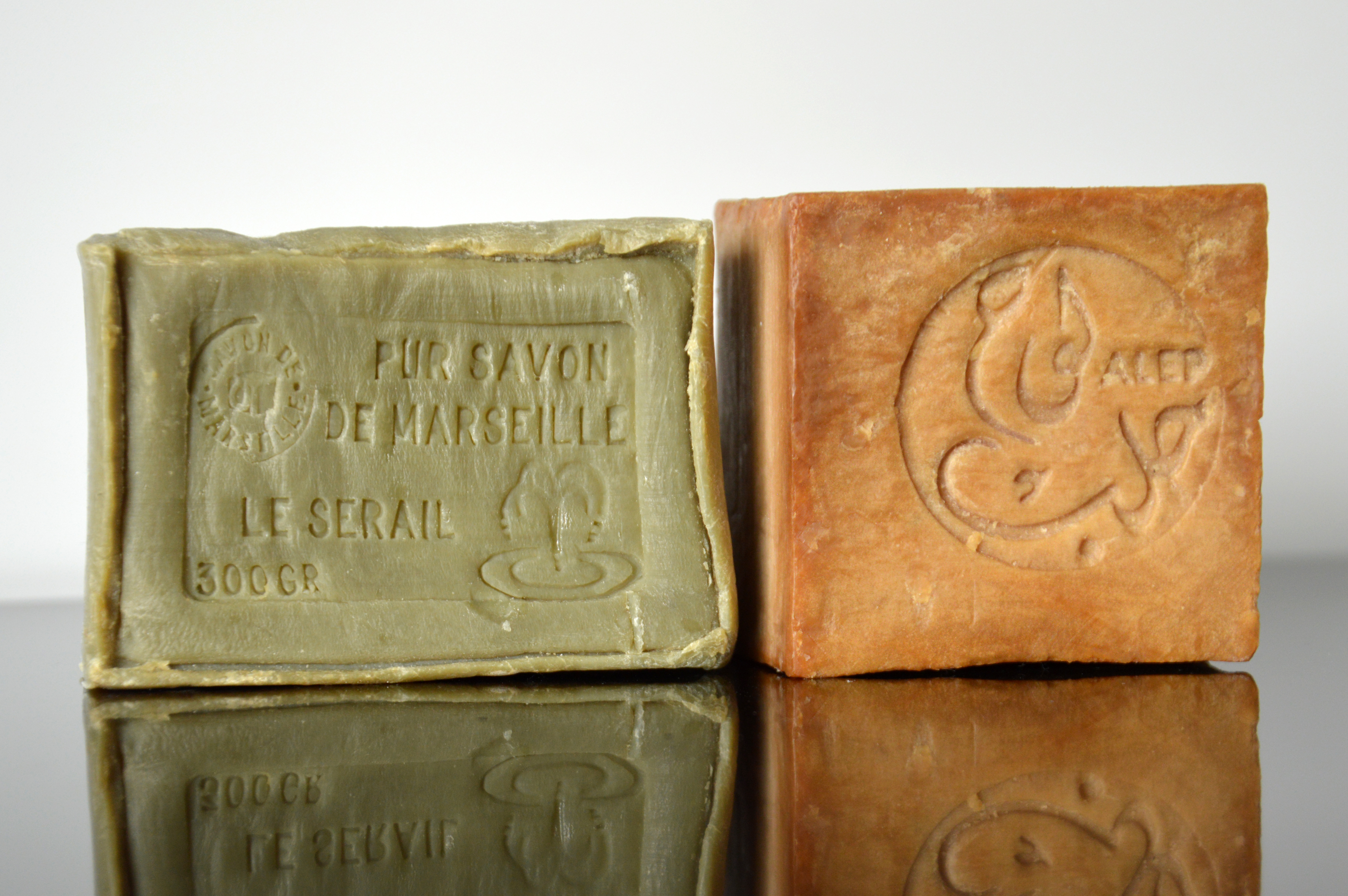
Pastillas de jabón de Marsella y Alepo elaborado a mano

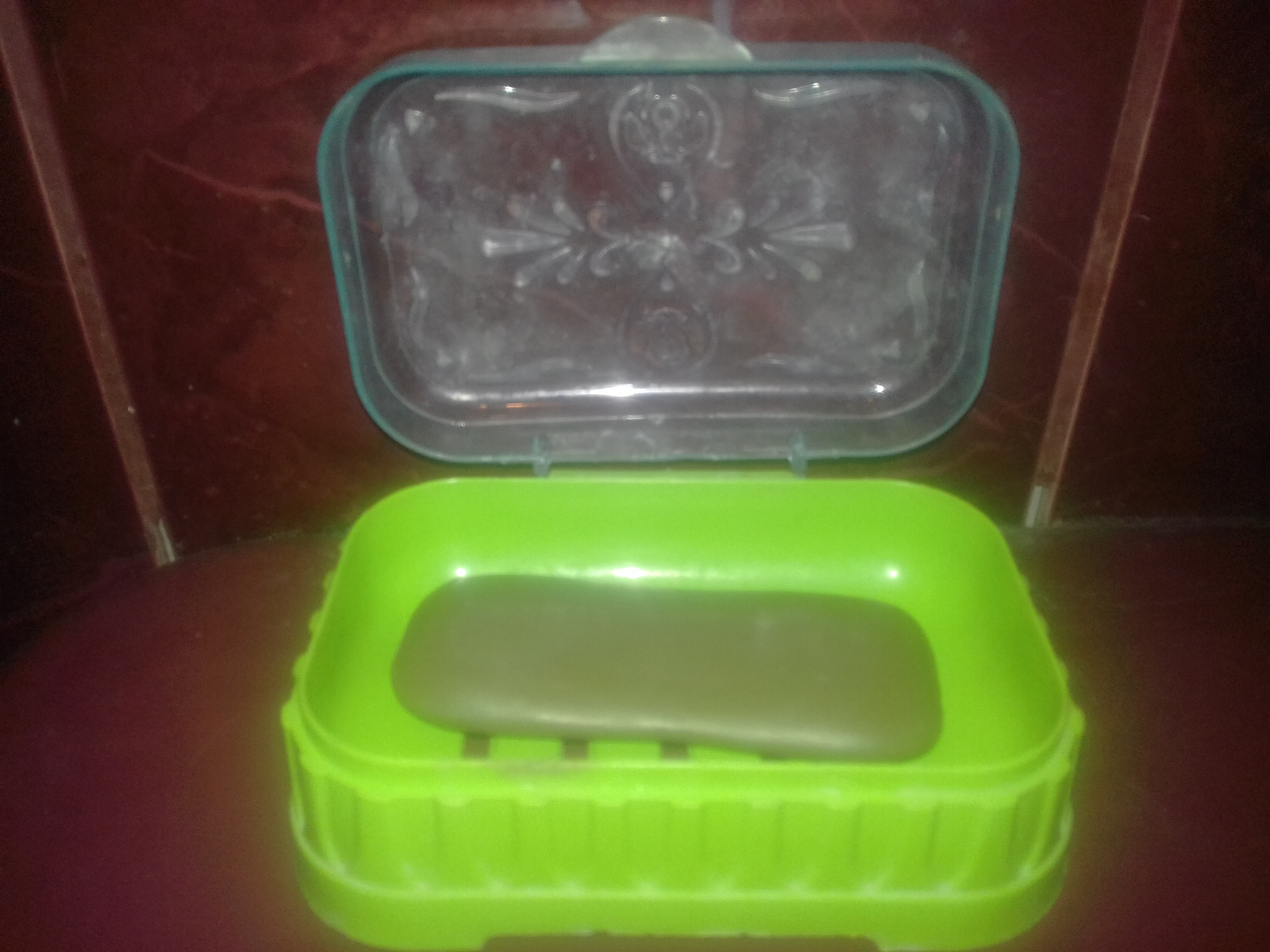
Jabón de tocador

El jabón (del latín sapo, -ōnis, y este del germánico saipôn) es un producto que sirve para la higiene personal y para lavar determinados objetos. Existen en distintos olores, colores y texturas. Se puede encontrar en pastilla, en polvo, en crema, o líquido, pero al final, siempre terminan haciendo espuma para lavar lo deseado correctamente y dejar un olor agradable.  Se creó en el 2800 a. C.

Dos imágenes equivalentes de la estructura química del estearato de sodio, y un jabón tradicional

La estructura química del Lauril éter sulfato sódico, un ingrediente típico que se encuentra en los jabones líquidos.

El jabón básicamente es una sal sódica o potásica resultante de la reacción química entre un álcali (hidróxido de sodio o de potasio) y un lípido; esta reacción se denomina saponificación. El lípido puede ser de origen vegetal (como el aceite de coco) o animal (como la manteca de cerdo). El jabón es soluble en agua. Por sus propiedades detersivas se utiliza para el lavado de ropa, corporal, etc.
Los ácidos grasos que se utilizan como materia prima del jabón son los siguientes:
- Aceites vegetales: coco, soja, maíz, oliva, lino, algodón.

- Aceites animales: de pescado, grasas animales.

Luego, estos se combinan con cremas, perfumes y colorantes para darles vistosidad.
Tradicionalmente, es un material sólido. En realidad la forma sólida es el compuesto «seco», sin el agua que se emplea en la reacción mediante la cual se obtiene el jabón. La forma líquida es el jabón «disuelto» en agua. En este caso, su consistencia puede presentar distintas viscosidades.
Para preparar jabón antibacteriano, se pueden agregar compuestos como triclosán o triclocarbán. Existe cierta preocupación de que el uso de jabones antibacterianos y otros productos pueda fomentar la resistencia a los antimicrobianos en los microorganismos.

## Historia

### Origen del jabón
Como ocurre con otros muchos productos, no está claro cuándo ni cómo se inventó el jabón, y diversos pueblos se atribuyen su invención.
Según una de las leyendas, el jabón se descubrió en Italia. Cuentan que en el Monte Sapo, cerca de Roma, se hacían sacrificios ceremoniales de animales. En ese mismo monte ardían fuegos para la realización de esas ceremonias de sacrificio. Cuando llovía, el agua arrastraba la grasa animal y las cenizas de esos fuegos, que bajaban por riachuelos hasta la base del monte. Los prisioneros que lavaban las prendas de los esclavistas en las aguas que bajaban desde ese monte descubrieron que esas aguas limpiaban mejor e, indagando en la razón de esto, descubrieron cómo hacer jabón.
Los restos de jabón más antiguos son de origen babilonio y datan del 2800 a. C.

### Imperio Romano
La palabra sapo, latín para jabón, probablemente se tomó prestada de una lengua germánica temprana y es cognado con sebum latino, "sebo". Aparece por primera vez en el relato de Plinio el Viejo, Historia Naturalis, que trata sobre la fabricación de jabón a partir de sebo y cenizas. Allí menciona su uso en el tratamiento de llagas escrofulosas, así como entre los galos como tinte para enrojecer el cabello que los hombres en Germania eran más propensos a usar que las mujeres. . Los romanos evitaron lavarse con jabones fuertes antes de encontrarse con los jabones más suaves que usaban los galos alrededor del 58 a. C. Areteo de Capadocia, escribiendo en el siglo II d. C., observa entre los "celtas, que son hombres llamados galos, esas sustancias alcalinas que se convierten en bolas [...] llamada jabón". El método preferido de los romanos para limpiar el cuerpo era masajear la piel con aceite y luego raspar tanto el aceite como la suciedad con un estrígil. El diseño estándar es una hoja curva con un mango, todo el cual está hecho de metal.
El médico del siglo II d. C. Galeno describe la fabricación de jabón con lejía y prescribe el lavado para eliminar las impurezas del cuerpo y la ropa. El uso de jabón para el aseo personal se hizo cada vez más común en este período. Según Galeno, los mejores jabones eran germánicos y los jabones galos eran los segundos mejores. Zósimo de Panópolis, alrededor del año 300 d. C., describe el jabón y la fabricación de jabón.

### Antigua China
Un detergente similar al jabón se fabricaba en la antigua China a partir de las semillas de Gleditsia sinensis. Otro detergente tradicional es una mezcla de páncreas de cerdo y ceniza vegetal llamada zhuyizi (en chino tradicional, 豬胰子; en chino simplificado, 猪胰子; pinyin, zhūyízǐ). El verdadero jabón, hecho de grasa animal, no apareció en la China hasta la era moderna. Los detergentes similares al jabón no eran tan populares como los ungüentos y las cremas.

### Edad de Oro del islam
El jabón de tocador duro con un olor agradable se produjo en Medio Oriente durante la Edad de Oro del islam, cuando la fabricación de jabón se convirtió en una industria establecida. Al-Razi (c. 865-925) describe recetas para hacer jabón, quien también dio una receta para producir glicerina a partir de aceite de oliva. En Oriente Medio, el jabón se producía a partir de la interacción de aceites grasos y grasas con álcali. En Siria, el jabón se producía utilizando aceite de oliva junto con álcali y cal. El jabón se exportaba desde Siria a otras partes del mundo musulmán y a Europa.
Un documento del siglo XII describe el proceso de producción de jabón. Menciona el ingrediente clave, el álcali, que más tarde se volvió crucial para la química moderna, derivado del al-qaly o "cenizas".
En el siglo XIII, la fabricación de jabón en Oriente Medio se había convertido en una importante industria artesanal, con fuentes en Siquem, Fez, Damasco y Alepo.

### Europa medieval

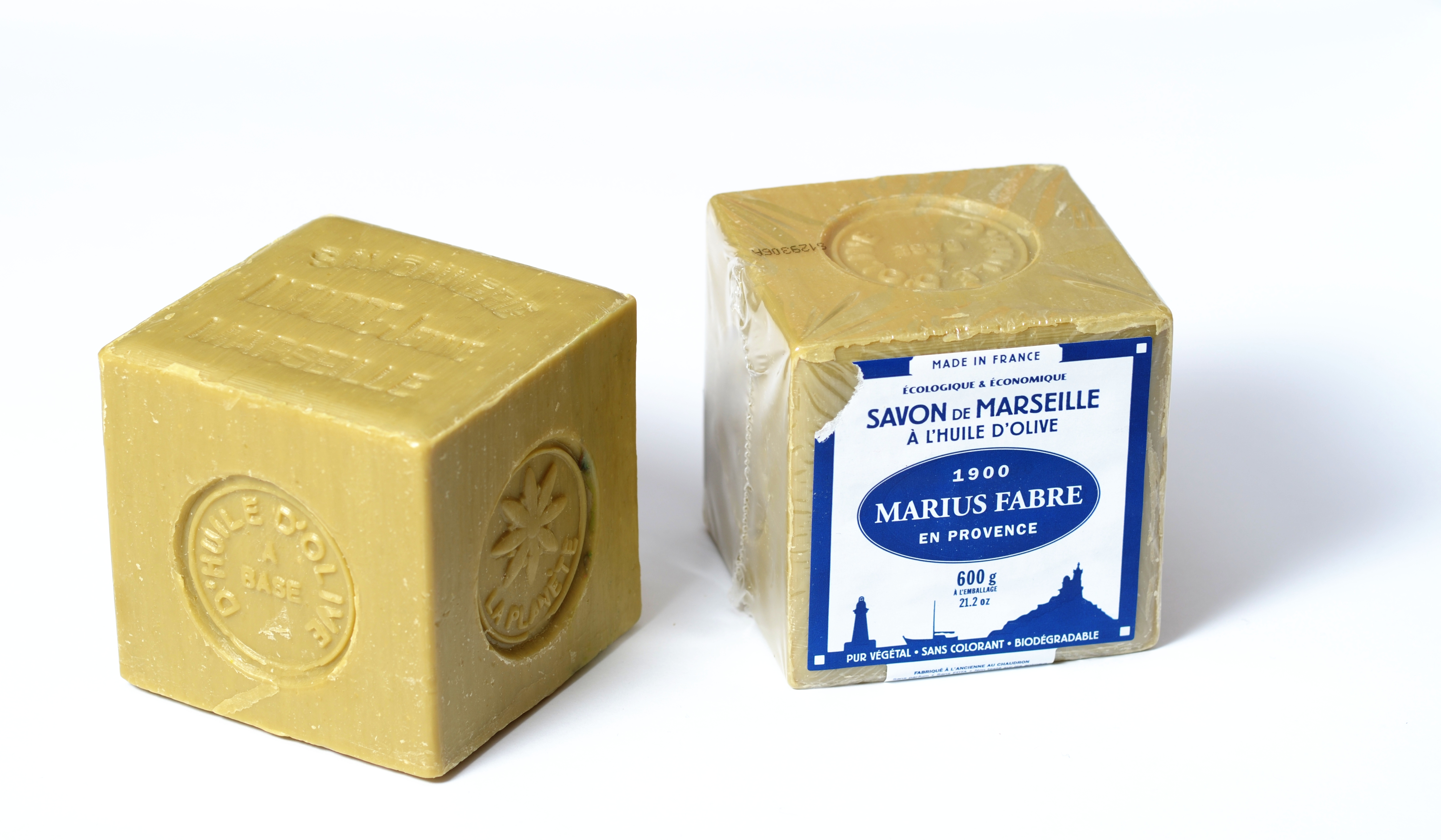
Jabón de Marsella en bloques de 600 g.

Los fabricantes de jabón de Nápoles eran miembros de un gremio a finales del siglo VI (entonces bajo el control del Imperio Romano de Oriente) y en el siglo VIII, la fabricación de jabón era bien conocida en Italia y España. El capitular carolingio De Villis, que data del año 800 aproximadamente y que representa el testamento real de Carlomagno, menciona el jabón como uno de los productos que deben contar los administradores de las propiedades reales. Las tierras de la España medieval eran un importante fabricante de jabón hacia el año 800, y la fabricación de jabón comenzó en el Reino de Inglaterra alrededor del año 1200. La fabricación de jabón se menciona tanto como "trabajo de mujeres" como producto de "buenos trabajadores" junto con otras necesidades, como los productos de carpinteros, herreros y panaderos.
En Europa, el jabón del siglo IX se producía a partir de grasas animales y tenía un olor desagradable. Esto cambió cuando se empezó a utilizar aceite de oliva en las fórmulas de jabón, tras lo cual gran parte de la producción de jabón de Europa se trasladó a las regiones olivareras del Mediterráneo. Los árabes introdujeron el jabón de tocador duro en Europa y gradualmente se extendió como un artículo de lujo. A menudo estaba perfumado. En el siglo XV, la fabricación de jabón en la cristiandad se había industrializado prácticamente, con fuentes en Amberes, Castilla, Marsella, Nápoles y Venecia.

## Tipos de jabones

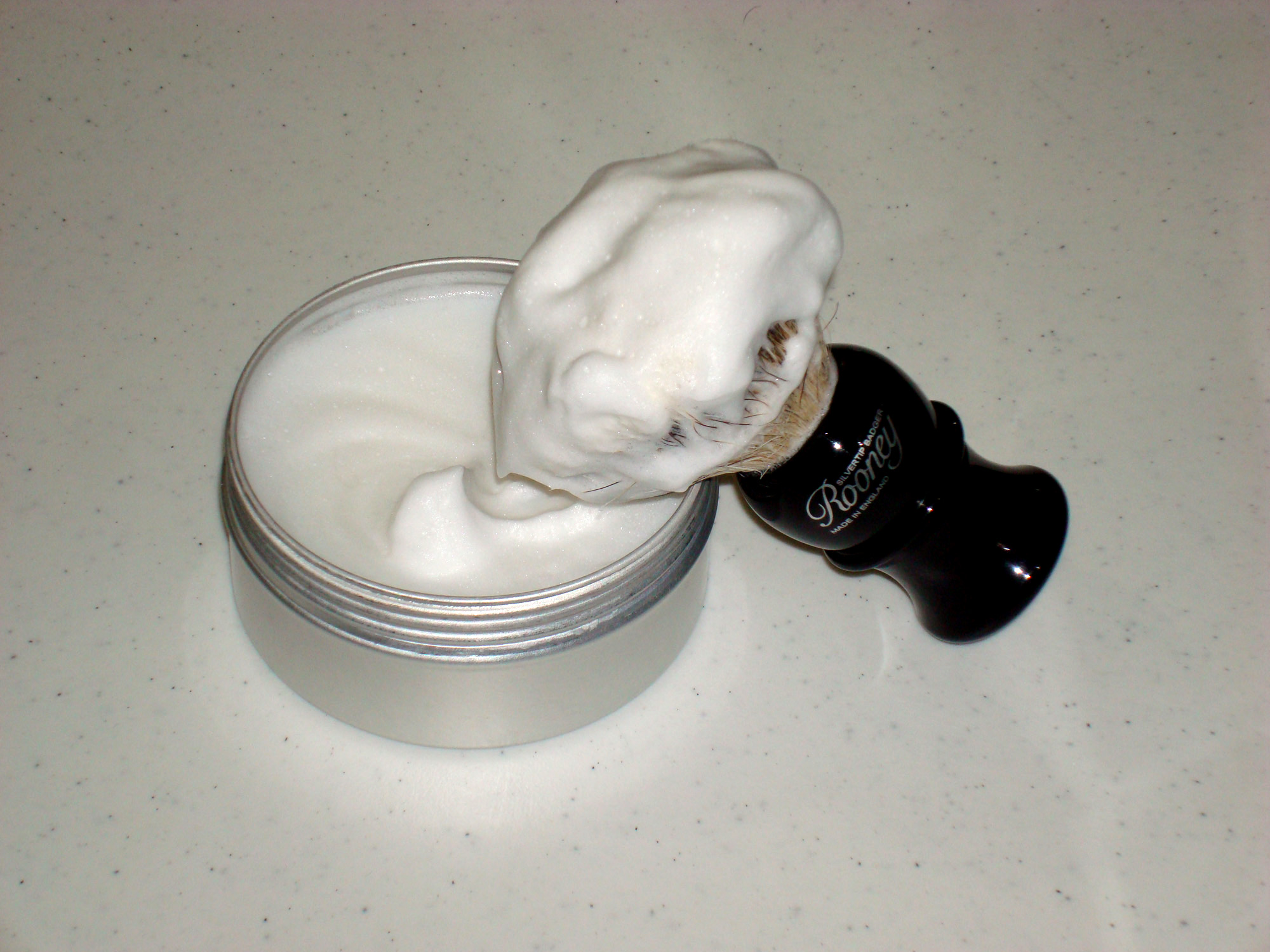
Jabón para afeitar

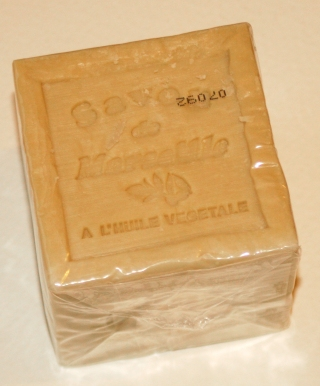
Tradicional jabón de Marsella

Existen innumerables tipos de jabón, con distintas combinaciones de consistencia, olor, forma, color, textura, propiedades limpiadoras o terapéuticas. Algunos de los más conocidos tipos de jabones son:
- Jabón de Marsella
- Jabón de Castilla
- Azul y blanco portugués
- Jabón de brea
- Jabón de coche
- Para afeitar
- Jabón de Alepo. Fabricado en Alepo, Siria, utilizando extractos de laurel y aceite de oliva
- Jabón líquido
- Jabón de aceite
- Jabón de glicerina

## Acción detergente
Los jabones ejercen su acción limpiadora sobre las grasas en presencia del agua debido a la estructura de sus moléculas. Estas tienen una parte liposoluble y otra hidrosoluble.
El componente liposoluble hace que el jabón «moje» la grasa disolviéndola y el componente hidrosoluble hace que el jabón se disuelva a su vez en el agua.
Las manchas de grasa no se pueden eliminar solo con agua, por ser insolubles en ella. En cambio, el jabón, que es soluble en ambas, permite que la grasa se diluya en el agua.
Cuando un jabón se disuelve en agua disminuye la tensión superficial de esta, con lo que favorece su penetración en los intersticios de la sustancia a lavar. Por otra parte, los grupos hidrofóbicos del jabón se disuelven unos en otros, mientras que los grupos hidrofílicos se orientan hacia el agua, generando un coloide, es decir, un agregado de muchas moléculas convenientemente orientadas. Como las micelas coloidales están cargadas y se repelen mutuamente, presentan una gran estabilidad.

## Métodos de obtención

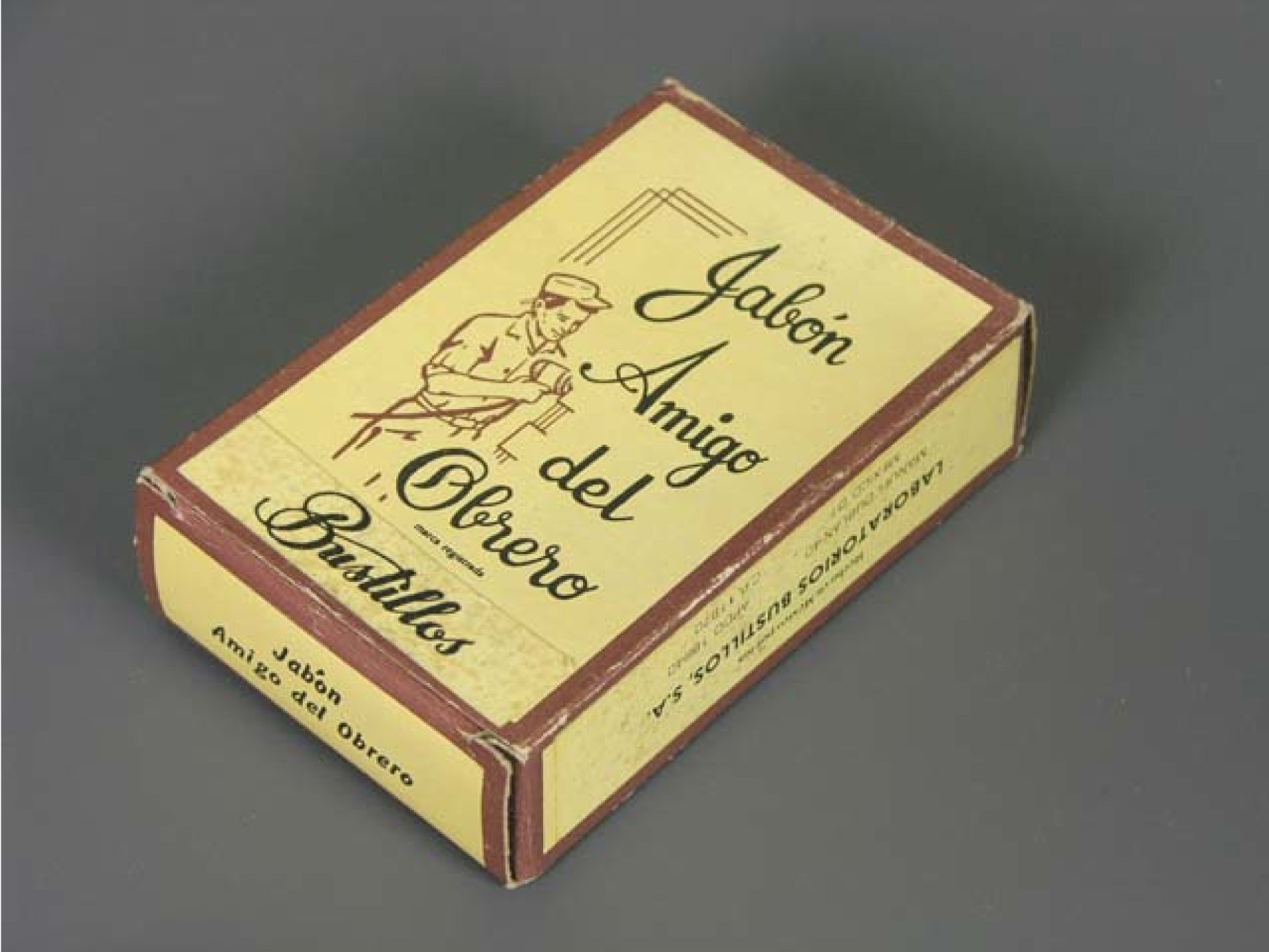
Caja de jabón Amigo del Obrero de México. De la colección del Museo del Objeto

En esencia, el proceso de obtención del jabón, sea industrial o artesano, consta de tres fases: saponificación, sangrado y moldeado.
- Saponificación: se hierve la grasa en grandes calderas, se añade lentamente sosa cáustica (NaOH) y se agita continuamente la mezcla hasta que comienza a ponerse pastosa. La reacción que ha tenido lugar recibe el nombre de saponificación y los productos son el jabón y la lejía residual, que contiene glicerina:

- Sangrado: el jabón obtenido se deposita en la superficie en forma de gránulos. Para que cuaje de una manera completa se le añade sal común (NaCl). Esta operación recibe el nombre de sangrado o salado; con ella se consigue la separación total del jabón (que flotará sobre la disolución de glicerina), de la soda cáustica (que no ha reaccionado) y de agua.
- Moldeado: ya habiendo realizado el sangrado, el jabón se pasa a otro recipiente o vasija donde se le pueden añadir perfumes, colorantes, productos medicinales, etc. Entonces, todavía caliente, se vierte en moldes, se deja enfriar y se corta en pedazos.

El jabón líquido está constituido principalmente por oleato de potasio, preparado por la saponificación del ácido oleico con hidróxido de potasio. También es muy usado (por ser más económico), el estearato de sodio o palmilato de sodio, análogo al anterior, usando ácido estearílico, esteárico o palmítico e hidróxido sódico, respectivamente.
En la actualidad hay dos métodos de obtención del jabón, ambos basados en la saponificación.

### Primer método

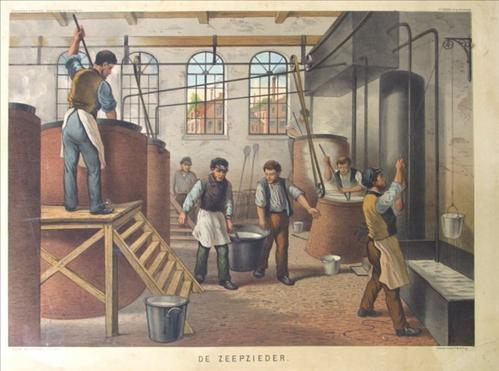
Fabricación de jabón en el

En el primer método se produce la saponificación directamente sobre la grasa, se hace reaccionar el álcali con la grasa, y se obtiene el jabón y glicerina. Este método tiene como desventaja que es más difícil la separación de la glicerina y el jabón.

### Segundo método
En este método, primero se produce la ruptura química de la grasa, y se obtiene la glicerina y los ácidos grasos; estos se separan antes. Luego se produce la sal del ácido graso y los alcalinos.

### Variantes
También se le suele agregar colorantes, cargas (para abaratar el costo), glicerina, etc.

### Farmacéutica
En farmacéutica, se puede utilizar amoníaco u otro alcalino, o un óxido metálico, sobre aceites, grasas o resinas, y se mezcla a veces con otras sustancias que no producen saponificación. En el campo de la medicina es muy frecuente utilizar jabón antiséptico con iodopovidona, entre otros compuestos, y en sus diferentes presentaciones comerciales.

### Fabricación industrial
Las materias primas se mezclan con agua hasta que forman una pasta. Después se realiza la atomización, que consiste en transformar la pasta en polvo:
- La pasta pasa por un tubo a presión y entra en una gran torre, donde es "rociada" con aire caliente a contracorriente.
- El aire evapora el agua de la pasta y se forma el polvo (es más o menos fino según la presión con la que ha salido del tubo y el diámetro de los orificios del "rociador").
- Algunos de los ingredientes, que no pueden resistir la temperatura del aire caliente o la humedad, se añaden al polvo obtenido después de la atomización.
- A continuación, el polvo se revuelve en un tambor giratorio.
- Finalmente, pasa por un cedazo que separa las partículas demasiado finas o gruesas, esto hace un contraste en los diferentes tipos de jabones que podemos encontrar en los mercados.